# Drewniane zabawki z regionu Hrvatsko zagorje
Drewniane zabawki z regionu Hrvatsko zagorje (chorw. Drvene igračke Hrvatskog zagorja) – tradycyjne drewniane zabawki, wykonywane ręcznie od XIX wieku w regionie Hrvatsko zagorje na północy Chorwacji.
W 2009 roku tradycję wyrobu drewnianych zabawek dla dzieci z regionu Hrvatsko zagorje (ang. Traditional manufacturing of children’s wooden toys in Hrvatsko Zagorje) wpisano na listę reprezentatywną niematerialnego dziedzictwa kulturowego UNESCO.

## Charakterystyka

Żupania krapińsko-zagorska na mapie Chorwacji

Produkcja drewnianych zabawek rozpoczęła się w XIX wieku w kilku wioskach położonych wzdłuż szlaku pielgrzymkowego do sanktuarium Matki Boskiej Śnieżnej w Mariji Bistricy w północnej Chorwacji i trwa do dziś. Współcześnie głównymi ośrodkami ich wytwarzania są wsie Laz Stubički, Laz Bistrički, Tugonica, Gornja Stubica, Turnišće oraz Marija Bistrica w południowo-wschodniej części żupanii krapińsko-zagorskiej.
Początkowo tworzone były proste zabawki trzcinowe (chorw. žveglice). Z czasem produkcja zabawek drewnianych wyraźnie ewoluowała, obejmując w szczytowym okresie nawet 120 różnych wzorów. Do ich wyrobu używane jest miękkie drewno wierzbowe, świerkowe, bukowe i klonowe pozyskiwane z okolicznych lasów. Ścinaniem drzew i suszeniem drewna, a następnie jego rzeźbieniem za pomocą szablonów i tradycyjnych narzędzi w celu stworzenia zabawki o pożądanym kształcie zajmują się mężczyźni, miejscowi snycerze. Kobiety z kolei odpowiadają za pomalowanie i ozdobienie zabawki, głównie motywami roślinnymi i geometrycznymi, a wiodącymi kolorami zastosowanych farb są czerwony, żółty, niebieski i biały. Z racji ręcznego wykonywania nie ma dwóch takich samych zabawek. Wiedza o ich wytwarzaniu przekazywana jest w rodzinach z pokolenia na pokolenie.
Współcześnie wytwarzanych jest ok. 50 motywów zabawek. Należą do nich m.in. gwizdki i fujarki, koniki i ptaszki na kółkach, wizerunki innych zwierząt, w tym gospodarskich czy zaprzęgniętych do wozów, wirujący tancerze, karuzele, a także mebelki do domów dla lalek. Produkuje się także drewniane instrumenty muzyczne dla dzieci, np. chorwackie tanburice, celem wsparcia edukacji muzycznej dzieci wiejskich. Oprócz tradycyjnych wzorów, pojawiły się również motywy odzwierciedlające zmiany zachodzące we współczesnym świecie – modele samochodzików, ciężarówek, pociągów, samolotów czy rakiet.
Zabawki sprzedawane są jako pamiątka na targach, na odpustach parafialnych oraz podczas uroczystości religijnych, głównie w sanktuarium maryjnym we wsi Marija Bistrica. W muzeach odbywają się wystawy oraz warsztaty edukacyjne, podczas których prezentowane i promowane jest to dziedzictwo. 
Niegdyś podobne zabawki na terenie Chorwacji wytwarzane były również we wsiach Vidovec koło Varaždinu oraz Zelovo w Dalmatinskiej zagorze, z czasem jednak produkcja w tych miejscowościach wygasła, a Hrvatsko zagorje pozostało ostatnim regionem ich wyrobu na terenie kraju. Tradycja wpisana jest do Rejestru Dóbr Kultury Republiki Chorwacji (chorw. Registar kulturnih dobara Republike Hrvatske) – nr rej. Z-3357.